# دافيد كيرول
دافيد كيرول (بالإسبانية: David Querol Blanco) (25 فبراير 1989 بريوس في إسبانيا - ) هو لاعب كرة قدم إسباني في مركز الهجوم. لعب مع خيمناستيك طركونة ونادي ريوس ديبورتيو ونادي ياغوستيرا وريال بيتيس بي.

## وصلات خارجية
- دافيد كيرول على موقع قاعدة بيانات كرة القدم.إي يو (الإنجليزية)
- دافيد كيرول على موقع Soccerbase.com (لاعب) (الإنجليزية)
- دافيد كيرول على موقع Soccerway.com (الإنجليزية)
- دافيد كيرول على موقع عالم كرة القدم.نت (الإنجليزية)
- دافيد كيرول على موقع AS.com (الإسبانية)